# Tąpkowice
Tąpkowice – wieś sołecka w Polsce położona w województwie śląskim, w powiecie tarnogórskim, w gminie Ożarowice (w latach 1973–1996 gmina Tąpkowice z siedzibą w Ożarowicach). W latach 1975–1998 miejscowość należała administracyjnie do województwa katowickiego.
W roku 2021 we wsi mieszkało 1088 osób, z czego 50,7% mieszkańców stanowiły kobiety, a 49,3% mężczyźni.

## Nazwa

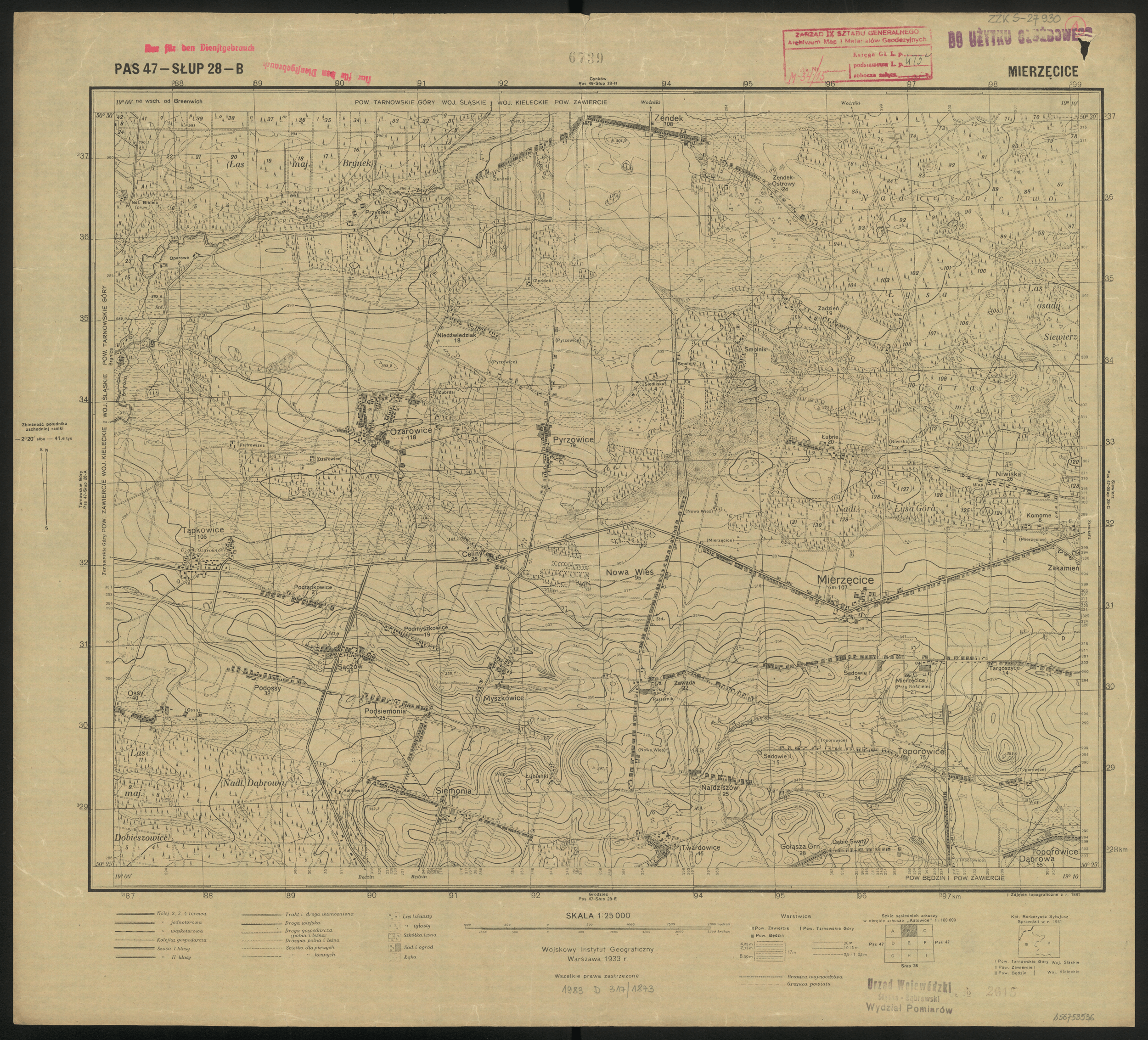
Mapa Tąpkowic i okolic sporządzona w 1933 przez Wojskowy Instytut Geograficzny na podstawie mapy Królestwa Polskiego z 1881.

W średniowieczu miejscowość nazywała się Tomkowice. Nazwę miejscowości w zlatynizowanej staropolskiej formie Thomkowycze wymienia w latach (1470–1480) Jan Długosz w księdze Liber beneficiorum dioecesis Cracoviensis. Jako właściciela kronikarz podaje Stanisława Rudzkiego herbu Pilawa.

## Edukacja
Przedszkola:
- Przedszkole w Tąpkowicach

Szkoły podstawowe:
- Szkoła Podstawowa im. Michała Okurzałego

W Tąpkowicach swoją siedzibę ma również Centrum Usług Wspólnych Ożarowice – jednostka organizacyjna Gminy Ożarowice, która administruje szkołami na terenie gminy Ożarowice.

## Medycyna
- Niepubliczny Zakład Opieki Zdrowotnej Promed w Tąpkowicach (od października 2007 roku – wcześniej Samodzielny Publiczny ZOZ)
- Niepubliczny Zakład Opieki Zdrowotnej LATOS

## Kultura i rozrywka
Domy kultury:
- Biblioteka i Ośrodek Kultury Gminy Ożarowice

Biblioteki:
- Biblioteka i Ośrodek Kultury Gminy Ożarowice

## Komunikacja
Komunikacja publiczna organizowana jest przez Zarząd Transportu Metropolitalnego.
Przez Tąpkowice przebiegają linie autobusowe ZTM:
- M14 (linia metropolitalna) Gliwice – Tarnowskie Góry – Świerklaniec – Tąpkowice – Ożarowice – Pyrzowice (Port Lotniczy)
- 17 Bytom – Radzionków – Świerklaniec – Tąpkowice – Nowa Wieś – Siedliska
- 179 Tarnowskie Góry – Świerklaniec – Tąpkowice – Ożarowice – Zendek – Mierzęcice
- 246 Tarnowskie Góry – Świerklaniec – Tąpkowice – Ossy – Sączów – Ożarowice
- 738 Tarnowskie Góry – Świerklaniec – Tąpkowice – Pyrzowice (Port Lotniczy) – Mierzęcice – Siewierz
- 646 Tarnowskie Góry – Świerklaniec – Tąpkowice – Ożarowice – Nowa Wieś – Sadowie – Zendek
- 85 Tąpkowice – Ożarowice – Pyrzowice (linia szkolna)
- 717 Świerklaniec – Tapkowice – Pyrzowice – Ożarowice – Zendek (linia szkolna)
- 103 Tąpkowice – Sączów – Wojkowice

## Transport
Przez wieś przebiega droga krajowa nr 78.